# Cinémastock
Cinémastock est le nom donné aux albums regroupant des bandes dessinées parodiques réalisées par les auteurs français Gotlib (scénario) et Alexis (dessin) et publiées dans le journal Pilote, de 1970 à 1974.

## Résumé
Alexis et Marcel Gotlib revisitent un genre cinématographique, une série télévisée et cinq grandes œuvres littéraires. En insistant jusqu'à la démesure sur le trait principal de chacun des objets culturels parodié (la violence dans Sophie, la vénalité de Marguerite, la bêtise de Quasimodo...), Gotlib utilise le comique de répétition et réalise une série de parodies efficace et drôle. C'est Alexis qui a trouvé le titre de la série.

## Liste des épisodes
| Nom de l'épisode                | Parution                                                              | Œuvre(s) parodiée(s)                            | Nombre de pages  | Repris dans l'album |
| ------------------------------- | --------------------------------------------------------------------- | ----------------------------------------------- | ---------------- | ------------------- |
| Les Films de chevalerie         | Pilote no 580 du 17 décembre 1970                                     | Films de cape et d'épée                         | 7 (+ couverture) | Cinémastock 1       |
| Chapeau belon et mottes de cuir | Pilote no 583 du 7 janvier 1971                                       | Chapeau melon et bottes de cuir                 | 7 (+ couverture) | Cinémastock 2       |
| Hamlet                          | Pilote no 640 du 6 février 1972                                       | Hamlet, de William Shakespeare                  | 9 (+ couverture) | Cinémastock 1       |
| Tarass Boulba                   | Pilote no 691 du 1er février 1973 et no 692 du 8 février 1973         | Tarass Boulba, de Nicolas Gogol                 | 15               | Cinémastock 1       |
| La Dame aux camélias            | Pilote no 731 du 8 novembre 1974 et no 732, du 15 novembre 1974       | La Dame aux camélias, d'Alexandre Dumas fils    | 22               | Cinémastock 1       |
| Les Malheurs de Sophie          | Pilote Mensuel no 1, juin 1974                                        | Les Malheurs de Sophie, de la Comtesse de Ségur | 10               | Cinémastock 2       |
| Notre–Dame de Paris             | Pilote Mensuel no 5 (+ couverture), octobre 1974, et 6, novembre 1974 | Notre-Dame de Paris, de Victor Hugo             | 30               | Cinémastock 2       |

## Albums
- Cinémastock, tome 1, Dargaud, janvier 1974  (ISBN 2-205-00759-9). Album grand format en quadrichromie, couverture cartonnée, 61 planches, avec une page de préface et un sommaire[1].
  - Réédition, Dargaud, mars 1995, 60 planches[2].
- Cinémastock, tome 2, Dargaud, janvier 1976  (ISBN 2-205-00909-5). Album grand format (24 cm x 32 cm) en quadrichromie, couverture cartonnée, 54 planches[1].
  - Réédition, Dargaud, juin 1993[3].
- Cinémastock, tome 1 (I), Dargaud, collection 16/22, no 23, janvier 1978  (ISBN 2-205-01166-9). Album 16 cm x 22 cm, couverture souple, 71 planches[4].
- Cinémastock, tome 1 (II), Dargaud, collection 16/22, no 41, juillet 1978  (ISBN 2-205-01203-7). Album in-8° (16 cm x 22 cm), couverture souple, 78 planches[4].
- Cinémastock, tome 2 (I), Dargaud, collection 16/22, no 51, avril 1979  (ISBN 2-205-01348-3). Album 16 cm x 22 cm, couverture souple, 65 planches[4].
- Cinémastock, tome 2 (II), Dargaud, collection 16/22, no 63, octobre 1978  (ISBN 2-205-01578-8). Album 16 cm x 22 cm, couverture souple, 71 planches[4].
- Goscinny/Gotlib/Alexis, Rombaldi, 1982 (avec Les Dingodossiers, tomes 1 et 2).
- Cinémastock, L'intégrale, Dargaud, 1er avril 2005  (ISBN 2-205-05726-X). Album grand format (24 cm x 31 cm), couverture cartonnée, 130 planches[1].